# Eptatretus moki
Eptatretus moki is een kaakloze vissensoort uit de familie van de slijmprikken (Myxinidae). De wetenschappelijke naam van de soort is voor het eerst geldig gepubliceerd in 2004 door McMillan & Wisner.